# Favolaschia rubra
Favolaschia rubra är en svampart som först beskrevs av Giacopo Bresàdola, och fick sitt nu gällande namn av Carl Ernst Otto Kuntze 1898. Favolaschia rubra ingår i släktet Favolaschia och familjen Mycenaceae.   Inga underarter finns listade i Catalogue of Life.